# قرار مجلس الأمن التابع للأمم المتحدة رقم 797
قرار مجلس الأمن التابع للأمم المتحدة رقم 797، الذي تم تبنيه بالإجماع في 16 ديسمبر 1992، بعد إعادة التأكيد على القرار 782 (1992)، قرر المجلس إنشاء عملية الأمم المتحدة في موزمبيق على النحو الذي اقترحه الأمين العام بطرس بطرس غالي تماشياً مع اتفاقية السلام في موزمبيق.
وطلب المجلس من الأمين العام تخطيط وتنفيذ نشر العملية سعياً لتحقيق وفورات من خلال الانتشار التدريجي، مع انتهاء الولاية الأولية في 31 تشرين الأول / أكتوبر 1993. وطالب أيضاً حكومة موزامبيق ورينامو بالتعاون مع الممثل الخاص للأمين العام وعملية الأمم المتحدة، مع احترام وقف إطلاق النار وضمان سلامتهم.
كانت مهمة عملية الأمم المتحدة في موزمبيق هي مراقبة نزع السلاح والتسريح وإعادة دمج الجيوش والجيش غير النظامي ومراقبة انسحاب القوات الأجنبية. كما أنه سيأذن بترتيبات لحماية البنية التحتية الحيوية وموظفي الأمم المتحدة ومراقبي الانتخابات والعمليات الدولية، ومراقبة شرطة موزمبيق، والإبلاغ عن انتهاكات حقوق الإنسان. وصل أول أعضاء البعثة في أوائل عام 1993.
ثم دعا القرار الأمين العام إلى التشاور عن كثب مع جميع الأطراف بشأن التوقيت الدقيق للانتخابات الرئاسية والتشريعية والتحضيرات لها وكذلك بشأن جدول زمني دقيق لتنفيذ الجوانب الرئيسية الأخرى للاتفاق، بما في ذلك التسريح، وتقديم تقرير إلى المجلس في موعد أقصاه 31 آذار / مارس 1993.
ثم طلب القرار من الدول الأعضاء المساهمة بالأفراد والمعدات والأنشطة لدعم اتفاق السلام.

## روابط خارجية
- نص القرار في undocs.org